# Saint-Marc-des-Carrières
Saint-Marc-des-Carrières ist eine Stadt (ville) in der MRC Portneuf der kanadischen Provinz Québec. 
Die Stadt liegt etwa 70 km westlich der Provinzhauptstadt Québec am Nordufer des Sankt-Lorenz-Stroms. Sie zählte im Jahr 2016 insgesamt 2911 Einwohner und hat eine Fläche von 17,27 km².

## Geschichte
Saint-Marc-des-Carrières wurde im Jahr 1806 gegründet. Am 12. Juni 2004 erhielt Saint-Marc-des-Carrières die Stadtrechte.

## Verkehr
Der Trans-Canada Highway verläuft von Québec kommend nach Saint-Marc-des-Carrières. Die weiter nach Süden verlaufende Autoroute 40 führt nach Trois-Rivières.

## Söhne und Töchter der Stadt
- Chantal Petitclerc (* 1969), kanadische Behindertensportlerin